# Prínia ala-rogenca
La prínia ala-rogenca o prínia emmascarada(Prinia erythroptera) és una espècie d'ocell passeriforme del gènere prinia que pertany a la família Cisticolidae. Antigament pertanyia al gènere monotípic Heliolais.

## Distribució i hàbitat
Es troba a Benín, Burkina Faso, Camerun, República Centreafricana, Txad, República Democràtica del Congo, Costa d'Ivori, Etiòpia, Gàmbia, Ghana, Guinea Bissau, Kenya, Libèria, Malawi, Mali, Moçambic, Níger, Nigèria, Senegal, Sierra Leone, Sudan, Tanzània, Togo, Uganda, Zàmbia i Zimbàbue, on el seu hàbitat natural és la sabana seca.

## Taxonomia
Va ser descrita pel naturalista escocès William Jardine l'any 1849 amb el nom binomial Drymoica erythroptera. La localitat tipus és l'Àfrica occidental.
L'epítet específic erythroptera prové del grec antic eruthros per "vermell" i -pteros, "alat".

## Subespècies
Es reconeixen quatre subespècies:
- P. e. erythroptera (Gardine, 1849) – Senegal al nord del Camerun
- P. e. jodoptera (Heuglin, 1864) - Camerun central fins al sud del Sudan i nord-oest d'Uganda
- P. e. major (Blundell & Lovat, 1899) – Etiòpia
- P. e. rhodoptera (Shelley, 1880) - Kenya a l'est de Zimbabwe i Moçambic

La majoria dels taxònoms situen aquesta espècie en el gènere Prinia més que en el seu propi gènere monotípic Heliolais. El suport per a aquesta col·locació alternativa és proporcionat per un estudi filogenètic molecular dels Cisticolidae publicat el 2013 que va trobar que prínia ala-rogenca estava estretament relacionada amb les prínies.